# Vihtijärvi (by)
Vihtijärvi är en by med cirka 500 invånare i Vichtis i sydvästra Finland. Byn ligger i den nordostliga delen av kommunen nära gränsen mellan Vichtis och Loppis. Det är 24 km till Vichtis kyrkby och cirka 30 km till Nummela centrum. Regionalväg 132 och regionalväg 133 går genom byn. Den högsta punkten i byn är berget Rokokallio.
År 2010 valdes Vihtijärvi till årets nyländska by av Nylands förbund. Samma år valdes Vihtijärvi också till årets by i hela Finland.

## Byggnader i Vihtijärvi
Lista över de viktigaste byggnader i byn:
- Vihtijärvi skola med cirka 50 elever
- Vihtijärvi kapell
- Hiiskula gård
- Nummitupa, Vihtijärvi FBK:s hus